# Brzeziny (Skoroszyce)

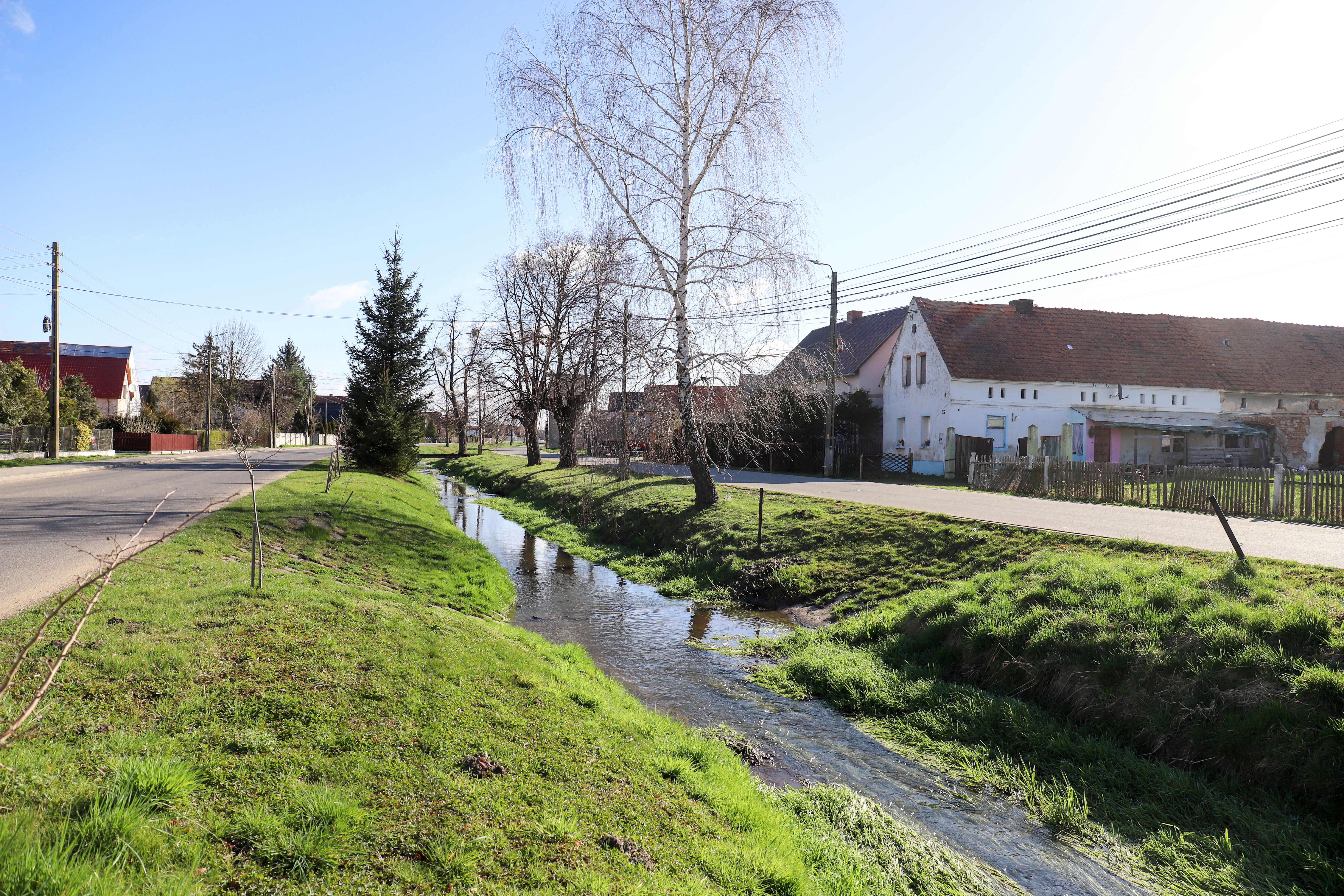
Der Fluss Cielnica fließt durch Brzeziny

Brzeziny  (deutsch Groß Briesen) ist eine Ortschaft der Landgemeinde Skoroszyce in Polen. Sie liegt im Powiat Nyski (Kreis Neisse) in der Woiwodschaft Opole.

## Geographie

### Geographische Lage
Das Straßendorf Brzeziny liegt im Südwesten der historischen Region Oberschlesien. Der Ort liegt etwa drei Kilometer östlich des Gemeindesitzes Skoroszyce, etwa 18 Kilometer nordöstlich der Kreisstadt Nysa und etwa 45 Kilometer südwestlich der Woiwodschaftshauptstadt Opole.
Brzeziny liegt in der Nizina Śląska (Schlesische Tiefebene) innerhalb der Równina Grodkowska (Grottkauer Ebene). Durch den Ort fließt der Młynówka (Mühlgraben), ein linker Zufluss der Glatzer Neiße.

### Nachbarorte
Nachbarorte von Brzeziny sind im Nordosten Więcmierzyce (Winzenberg), im Süden Giełczyce (Geltendorf) und Korzękwice (Korkwitz) sowie im Südwesten der Gemeindesitz Skoroszyce (Friedewald).

## Geschichte
In dem Werk Liber fundationis episcopatus Vratislaviensis aus den Jahren 1295–1305 wird der Ort erstmals als Brysyn magnum erwähnt. 1369 erfolgte eine Erwähnung als Bresin. 1545 wurde im Ort eine Kirche erbaut.
Nach dem Ersten Schlesischen Krieg 1742 fiel Groß Briesen mit dem größten Teil Schlesiens an Preußen.
Nach der Neuorganisation der Provinz Schlesien gehörte die Landgemeinde Groß Briesen ab 1816 zum Landkreis Grottkau im Regierungsbezirk Oppeln. 1841 wurde im Ort ein neues Schulhaus erbaut. 1845 bestanden im Dorf eine katholische Pfarrkirche, eine katholische Schule, eine Brennerei sowie 101 weitere Häuser. Im gleichen Jahr lebten in Groß Briesen 510 Menschen, allesamt katholisch. 1855 lebten 575 Menschen in Groß Briesen. 1865 bestanden im Ort eine 26 Bauer-, vier Halbbauern-, 27 Gärtner- und 15 Häuslerstellen. Die zweiklassige katholische Schule wurde im gleichen Jahr von 116 Schülern besucht. 1874 wurde der Amtsbezirk Friedewald gegründet, welcher aus den Landgemeinden Friedewalde und Groß Briesen und dem Gutsbezirk Friedewalde bestand. 1885 zählte Groß Briesen 571 Einwohner.
1933 lebten in Groß Briesen 463 sowie 1939 476 Menschen. Bis Kriegsende 1945 gehörte der Ort zum Landkreis Grottkau.
Als Folge des Zweiten Weltkriegs fiel Groß Briesen wie der größte Teil Schlesiens an Polen. Nachfolgend wurde es in Brzeziny umbenannt und der Woiwodschaft Schlesien angeschlossen. Die deutsche Bevölkerung wurde weitgehend vertrieben. 1950 wurde das Dorf der Woiwodschaft Opole eingegliedert, 1999 dem wiedergegründeten Powiat Nyski zugeordnet. 2011 lebten 351 Menschen im Ort.

## Sehenswürdigkeiten

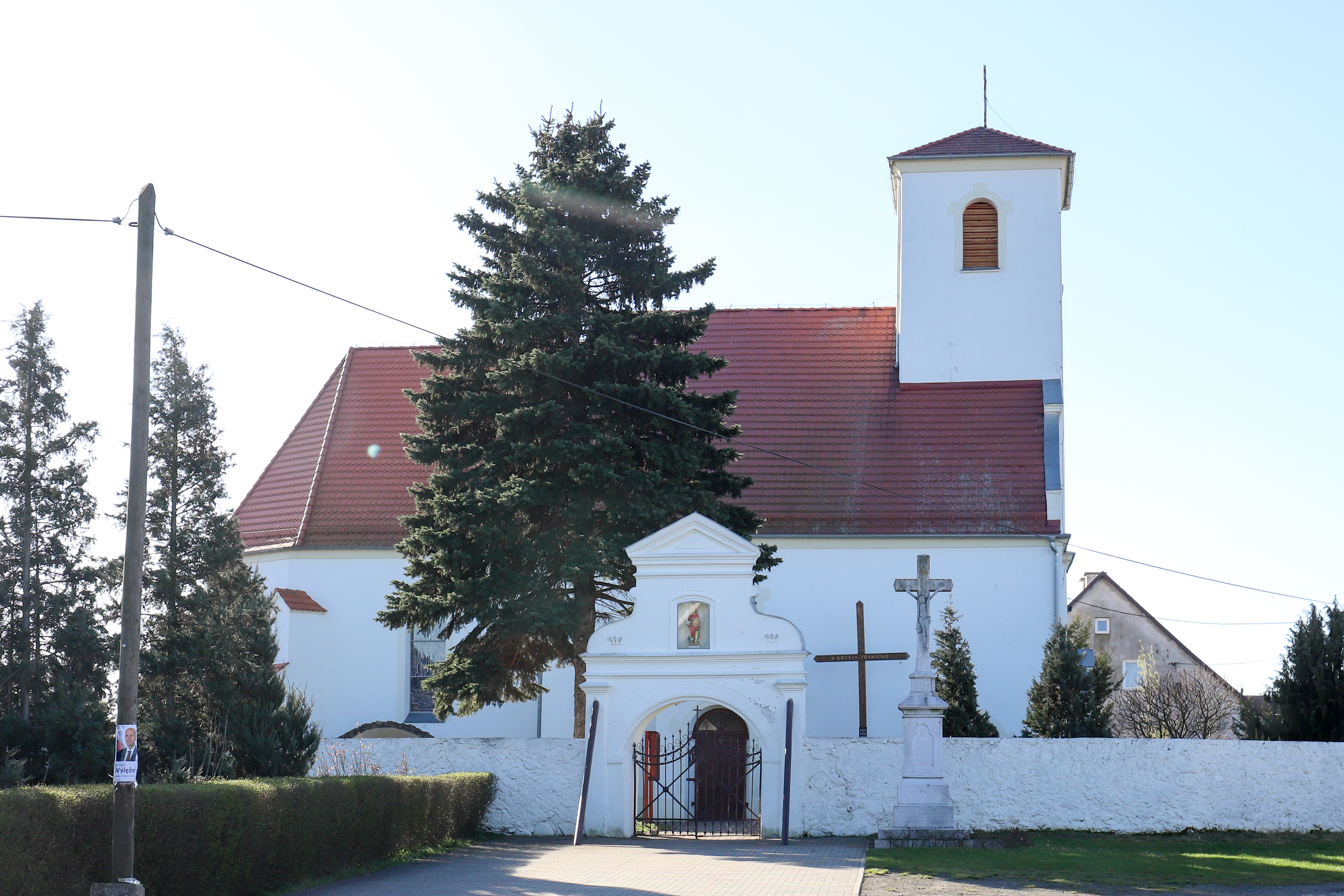
Kirche St. Martin

- Die römisch-katholische Kirche St. Martin (poln. Kościół św. Marcina) wurde 1545 erbaut. Seit 1966 steht das Gebäude unter Denkmalschutz.[9]

## Persönlichkeiten
- Hubert Jedin (1900–1980) – deutscher katholischer Kirchenhistoriker